# Ленинградский вокзал

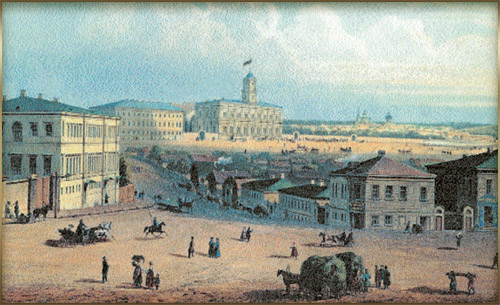
Каланчёвская площадь в XIX веке, в центре — Николаевский вокзал, 1850-е годы

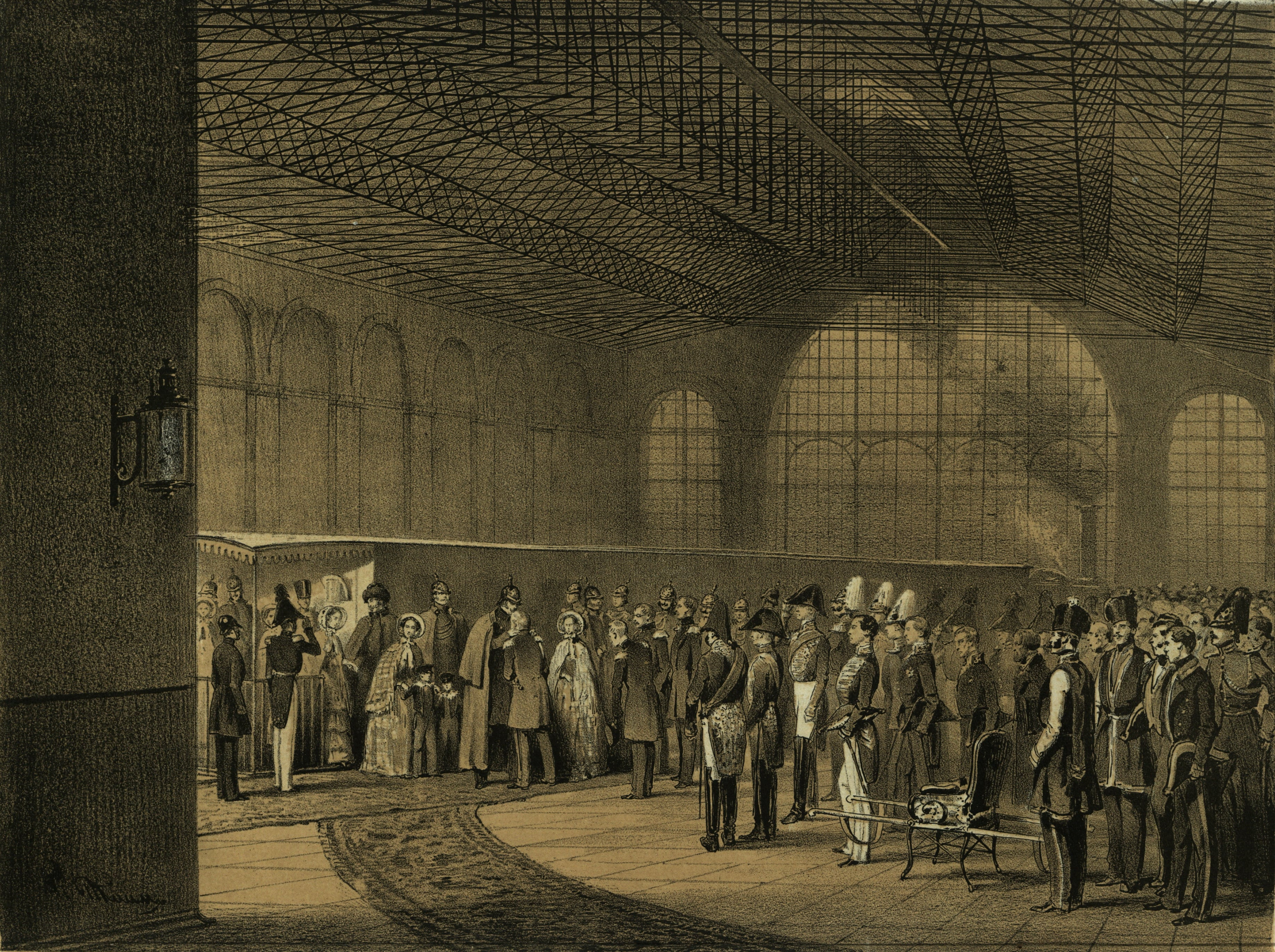
Императорский поезд на вокзале. Август 1851 года.

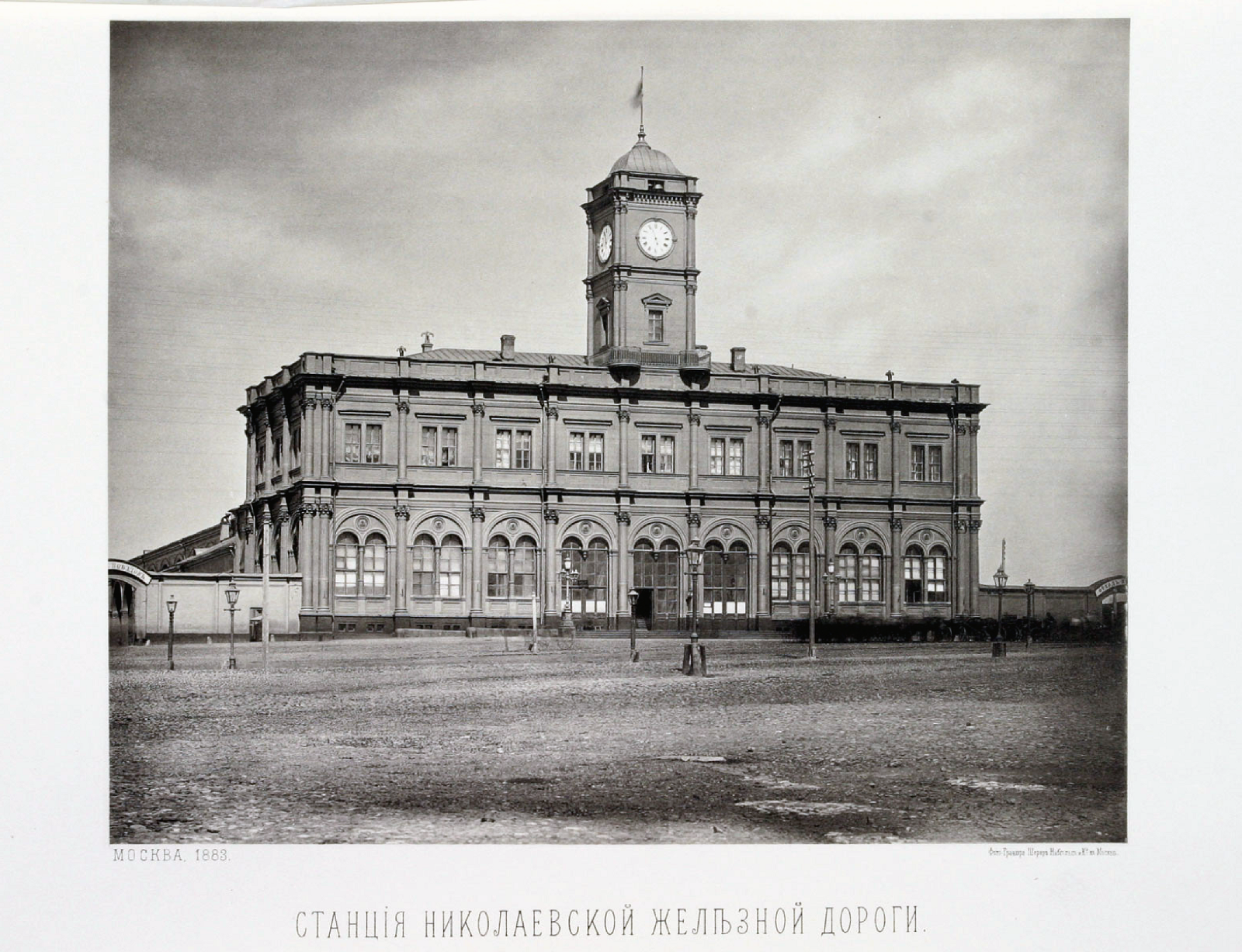
Главный фасад Николаевского вокзала, 1883 год

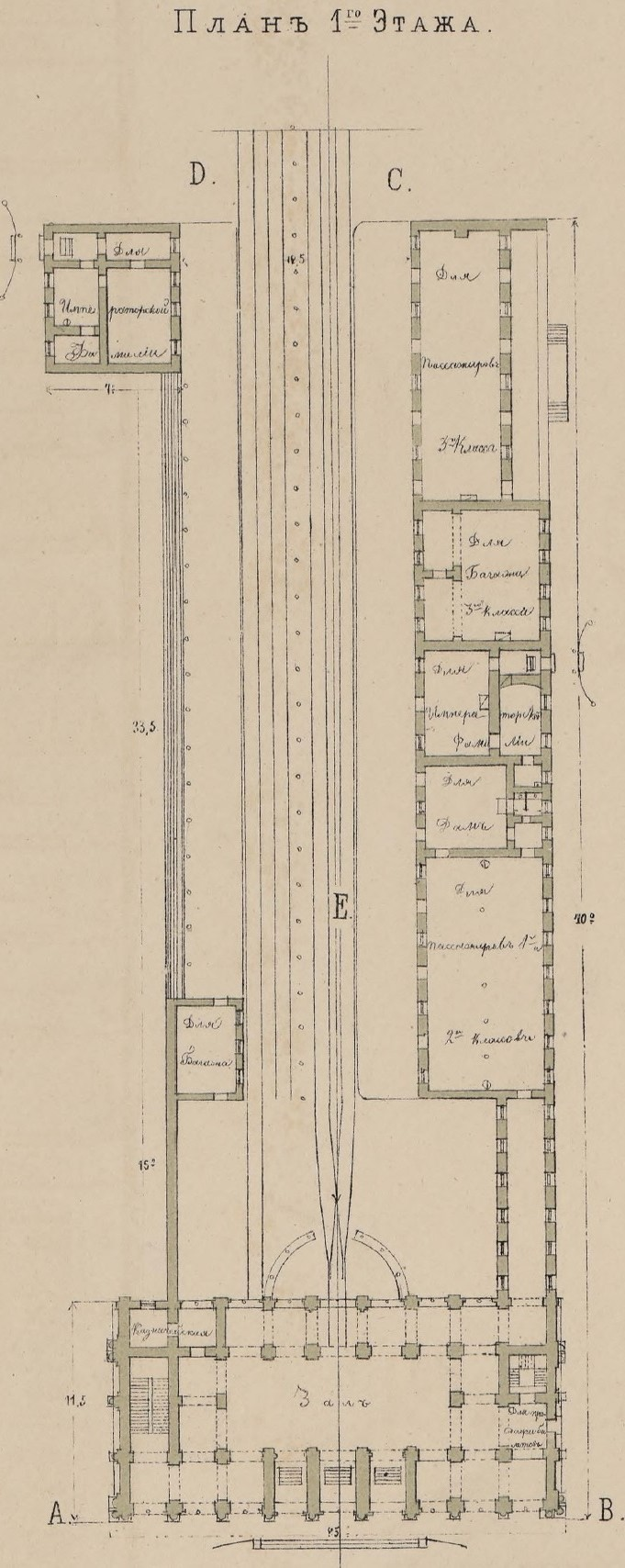
Чертёж вокзала, 1872 год

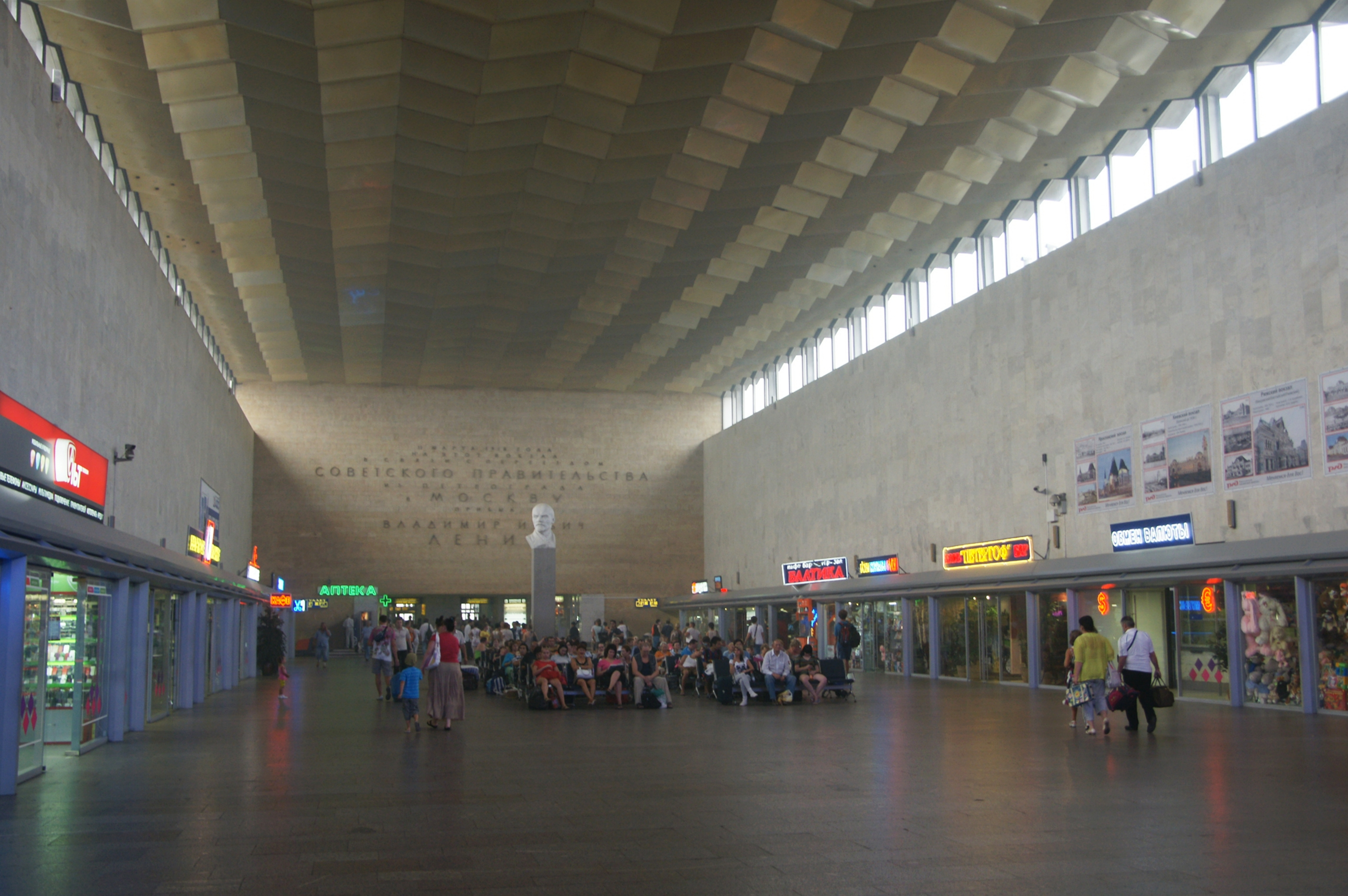
Главный зал Ленинградского вокзала с бюстом Владимира Ленина, 2010 год

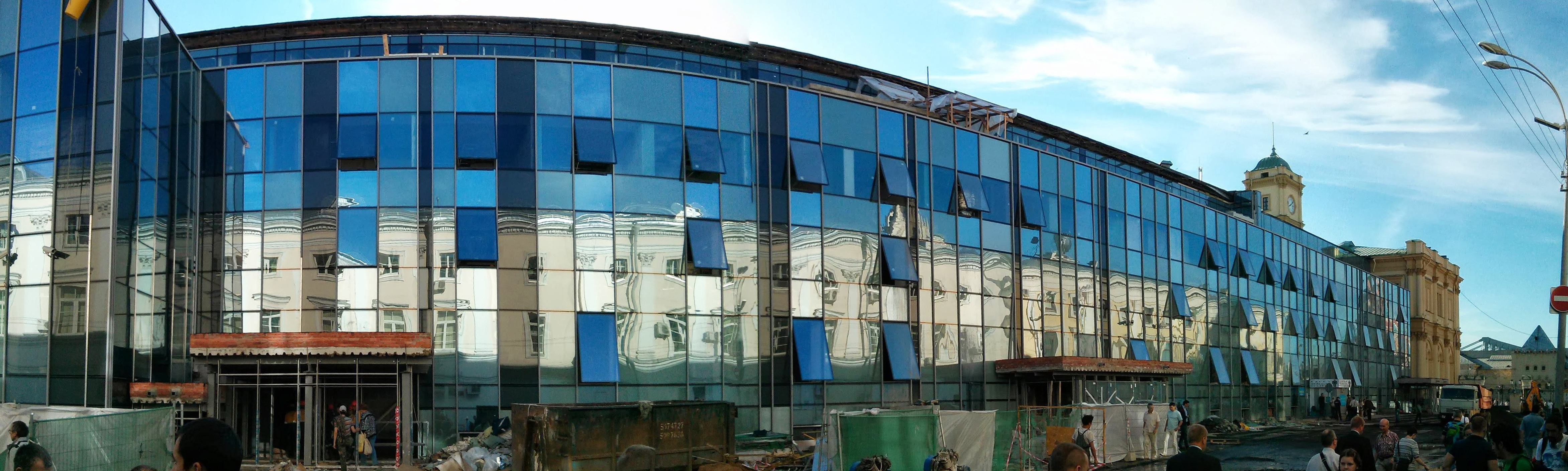
Реконструкция Ленинградского вокзала, 2013 год

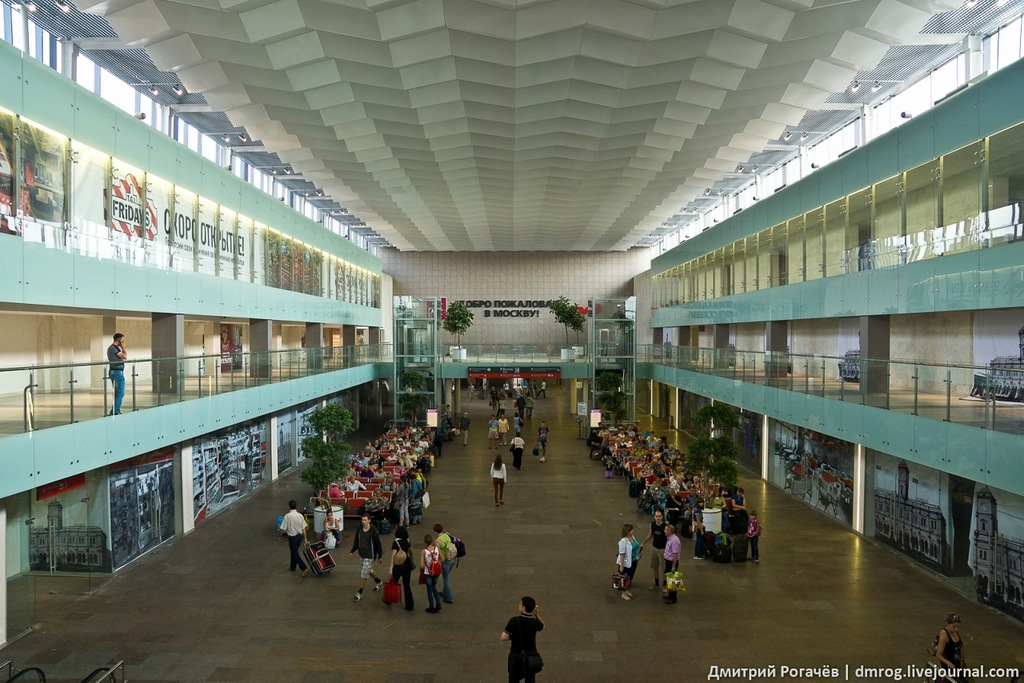
Главный зал Ленинградского вокзала после реконструкции, 2010 год

Ленингра́дский вокза́л (до 1855 года — Петербу́ргский, с 1855 по 1923 год — Никола́евский, с 1923 по 1924 год — Октя́брьский, с 1924 года — Ленинградский) — железнодорожный вокзал, пассажирский терминал железнодорожной станции Москва-Пассажирская (Москва-Октябрьская, Москва-Пассажирская-Октябрьская), расположенный на Комсомольской площади Москвы.
Является старейшим вокзалом города, здание вокзала было построено в 1844—1851 годах по проекту Константина Тона архитектором Рудольфом Желязевичем. Входит в Северо-Западную региональную дирекцию железнодорожных вокзалов. Объект культурного наследия народов России федерального значения

## История

### Территория вокзала
Окрестности Красного пруда в XIV веке принадлежали московскому князю Василию I. К 1462 году земля перешла в собственность Ивана III и её стали именовать Красносельской дворцовой слободой. Берег водоёма использовали под пастбища, и в конце XVII века территория между фортификационным насыпным валом и прудом представляла собой обширное поле. В северо-западной части участка находился путевой дворец Алексея Михайловича. Строение украшала каланча, поэтому в народе пустырь прозвали Каланчёвской площадью. При строительстве Камер-Коллежского вала местность вошла в состав столицы и начала постепенно застраиваться. В этот период через участок проходил путь во Владимирскую землю, а северную его часть занимал Артиллерийский полевой двор, где хранили боевые снаряды и устраивали учения. Во время столичного пожара 1812 года комплекс воспламенился из-за взрывов артиллерийских снарядов. Двор не реконструировали, а часть свободного участка в середине XIX века использовали для возведения железнодорожных вокзалов.

### Строительство станции
Строительство прямого железнодорожного сообщения между Москвой и Санкт-Петербургом началось в 1842 году, когда император Николай I подписал соответствующий указ. Дорога должна была стать первым казённым двухпутным полотном в стране. Работы велись одновременно на всей протяжённости пути, но участки вводились в эксплуатацию по очереди. Для конечной станции в Москве изначально планировали использовать участок в черте Садового кольца. Так, рассматривали площади Тверская застава и Трубная. Но от этой задумки отказались из-за шума и возможного пожара от искр из печи паровоза. Строительная комиссия выбрала Каланчёвский пустырь на северо-восточной окраине города.
В 1843 году архитектор Рудольф Желязевич подготовил типовые проекты для вокзалов промежуточных станций железной дороги. Он предложил собственные идеи по организации конечной станции, но их не приняли. Был организован архитектурный конкурс, в котором участвовали Александр Брюллов, Николай Ефимов, а также Константин Тон, работу которого и утвердил Николай I для обеих конечных станций железной дороги. Москвовед Александр Васькин утверждает, что конкурс не проводился, а император сразу поручил проект Тону.
Возведение Петербургского вокзала в Москве началось в 1844 году под руководством управляющего путями сообщения Петра Клейнмихеля, у которого с Тоном случались разногласия. Так, Клейнмихель требовал использования кирпичной кладки с тонкими швами, что казалось ему наиболее эстетичным. Архитектор отказался исполнять это указание, опасаясь нарушения монолитности стен и возникновения трещин. В результате конфликтов в 1847-м работы перепоручили Рудольфу Желязевичу, который, по свидетельствам современников, отличался большей уступчивостью.
Строительство было завершено в 1851 году (по другим данным — двумя годами раньше). Здание являлось стилистической парой вокзала в Санкт-Петербурге, но отличалось меньшими размерами. Его длина составляла 25 саженей, ширина — 12 саженей. Главный фасад вокзала расположили вдоль красной линии Каланчёвской площади. Центральную часть здания занимал просторный двусветный вестибюль. Помещения вокзала украшал дубовый паркет и мраморные шведские печи, туалеты также оснастили каминами, что было редкостью. Императорские залы имели массивные дубовые двери, их оборудовали зеркальными шкафами. Второй этаж главного корпуса вокзала отвели под квартиры служащих.
Вокзал имел тупиковое расположение путей, характерное для того времени. Со стороны заднего фасада от здания отходило две платформы. Вдоль правого перрона располагался корпус с залами ожидания и вокзальными службами. При этом планировка подчинялась классовой системе пассажиров. Для разных слоёв населения предусмотрели отдельные помещения, одинаковые по своему назначению. Левую платформу отделили от внешнего пространства стеклянными арками. К ней примыкали два дополнительных павильона. Один предназначался для обслуживания царской семьи, другой — для распределения и отправки багажа. Обе платформы связывали поперечный перрон и вестибюль. Железнодорожные пути объединили поворотными кругами для перестановки локомотивов. Вантовый дебаркадер перекрыли шедовым металлическим потолком. Использование такой конструкции было новшеством для того времени и олицетворяло достижения прогресса. В этот же период по проекту архитектора построили отдельное здание кругового депо для отстоя и починки составов.
Архитектор Тон планировал расположить симметрично относительно главного здания вокзала два флигеля для таможни и квартир служащих, но реализовали только первый из них. Строительство комплекса завершилось к 1853 году, он состоял из трёхэтажного главного корпуса, одноэтажного пакгауза и двухэтажного крыла с квартирами служащих.

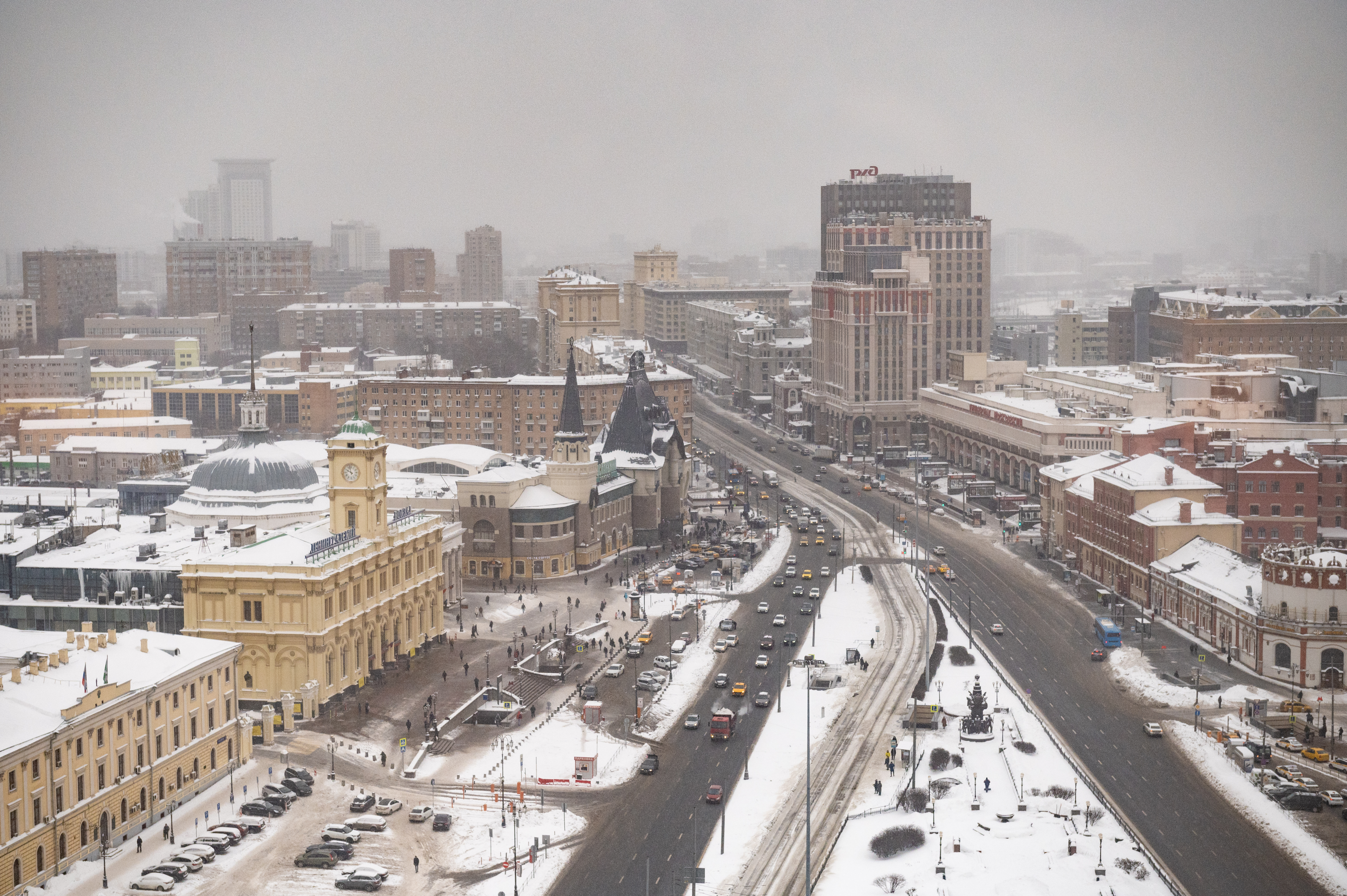
Вид на Ленинградский вокзал 2021 год из окна отеля Хилтон Ленинградская

Первый поезд прибыл на Петербургский вокзал Москвы 3 августа 1851 года, а 19 числа того же месяца по железнодорожному сообщению впервые проехал Николай I с супругой и наследниками. Регулярное движение поездов было открыто в ноябре 1851 года. Через четыре года из-за кончины императора Петербурго-Московскую железную дорогу переименовали в Николаевскую. Это же название получили и оба конечных вокзала. В 1903 году вантовую систему дебаркадера, сооружённую Желязевичем, заменили арочной.

### Реконструкции вокзала
11 марта 1918 года в связи с переездом советского правительства в Москву на вокзал из Петрограда прибыл Владимир Ленин. В честь этого в 1975 году в главном зале установили мраморный бюст вождя и памятную надпись. Согласно указу Феликса Дзержинского от 1923 года, Николаевскую железную дорогу переименовали в Октябрьскую, это же название получил и вокзал в Москве. Через год в связи с кончиной Ленина и переименованием Петрограда вокзал стали называть Ленинградским. В 1927 году на его территории открылась первая в стране Депутатская комната повышенного комфорта. 10 июня 1931 года с перрона Ленинградского вокзала отправился первый курьерский поезд «Красная стрела», в котором был оборудован новый тип вагонов — спальный.
В 1934 году Ленинградский вокзал подвергся первой крупной реконструкции. В этот период расширили кассовую зону, в бывших императорских залах обустроили комнату матери и ребёнка. Организовали помещения справочного бюро, почты, телеграфа, комнаты ожидания для транзитных пассажиров. В 1949-м провели реставрацию помещений вокзала по проекту архитектора Алексея Душкина, во время работ полностью изменили отделку комнат.
Через десятилетие проходила следующая масштабная реконструкция, проект которой подготовило инженерное бюро «Ленгипротранс». По другим данным, перепланировка Ленинградского вокзала проходила в середине 1970-х годов. Во время работ здание заметно расширили, обустроили раздельные платформы и проложили новые станционные пути. При этом сохранили исторические пропорции внешнего фасада, увеличив площади со стороны железнодорожных путей на 2300 м². Территорию бывшего дебаркадера переоборудовали под кассовые и операционные залы. В боковых частях здание надстроили третьим этажом, где разместили залы ожидания и служебные помещения. На цокольном этаже новой части вокзала обустроили камеры хранения и технические службы. Между Ярославским и Ленинградским вокзалами возвели дополнительный корпус, выполненный по проекту института Мосгипротранс. Помещения вокзала объединили подземными переходами со станцией метро «Комсомольская».
Очередная глобальная реконструкция вокзала по проекту треста Мосэлектротягстрой был проведена в 1989—1997 годах. Озвучивались сроки и стоимость работ — четыре года и семь миллионов рублей. Во время реставрации удлинили платформы, соорудили навесы над перронами, усилили освещение и изменили планировку, чтобы исключить пересечение пассажиров разных направлений. На тот момент действовало 32 кассы дальних направлений, залы ожидания и служебные помещения общей площадью более 5000 м².
Очередная реконструкция вокзала началась 11 августа 2024 года. Здание вокзала и его внутренности переделают. Планируют открыть в 4 квартале 2025 года.

### Современность
В 2001 году на фасаде вокзала установили мемориальную доску одному из строителей железной дороги инженеру Павлу Мельникову. В 2008—2013 годах в ходе проекта «Наземное метро» проходила реконструкция здания вокзала. Во время работ общую площадь комплекса увеличили на 8000 м², из них 3000 предназначались для коммерческого использования. Изменили планировку вокзала, заменили вентиляцию, обустроили кассовую зону открытого типа и единый ресторанный двор. В этот же период был отремонтирован главный фасад здания под руководством реставраторов Антониды Густовой и Елены Степановой. Вокзалу вернули первоначальную цветовую гамму и утраченные архитектурные элементы, укрепили своды вестибюля, восстановили императорские залы на втором этаже, на первом — обновили уникальную каслинскую чугунную лестницу. Из главного зала демонтировали бюст Ленина, а перед зданием вокзала установили памятник архитектору Тону. Общая стоимость работ составила около 3 миллиардов рублей. В 2018-м три платформы Ленинградского вокзала оснастили электронными табло повагонной нумерации для удобной ориентации пассажиров.

В июле 2009 года в федеральных СМИ появились сведения, что президент РЖД Владимир Якунин подписал приказ о возвращении вокзалу исторического названия — Николаевский: 
Возвращение исконного названия связано со значительным вкладом российского императора Николая I в возникновение российских железных дорог и инициированием им строительства этого вокзала.
 Переименование было связано с реализацией договорённостей о сотрудничестве между РЖД и Московской патриархией. Ещё одной причиной стало обращение общественного фонда «Возвращение». Якунин в эфире радиостанции «Эхо Москвы» заявил, что решение соответствует политике компании — «историзму и преемственности». И пообещал вернуть старые названия другим вокзалам страны. Несмотря на одобрение Русской православной церкви и Института российской истории РАН, посчитавшего смену названия «исторически справедливой», заявление Якунина вызвало также и осуждение в обществе. Например, представители КПРФ заявили, что это действие направлено на «разжигание политической конфронтации». Пресс-служба РЖД объявила, что из-за технической ошибки в СМИ появился непроработанный проект.
В 2009 году для прокладки ответвления Октябрьской железной дороги руководство РЖД планировало снести поворотное депо, возведённое по проекту архитектора Тона. Рассматривали также вариант сноса только одной части здания, а во второй — обустройство музея. По заявлениям Владимира Якунина, круговое депо являлось новоделом, так как утратило свой первоначальный облик в ходе неоднократных реконструкций и надстроек. Под давлением общественности проект приостановили, и в 2013-м подготовили план реконструкции здания. Однако во время работ демонтировали 9 из 22 отсеков для паровозов, из-за чего комплекс утратил первоначальный облик. После жалоб правозащитников снос был приостановлен Северной транспортной прокуратурой. По состоянию на 2017 год строение находилось в полуразрушенном состоянии и не использовалось.

## Архитектурные особенности

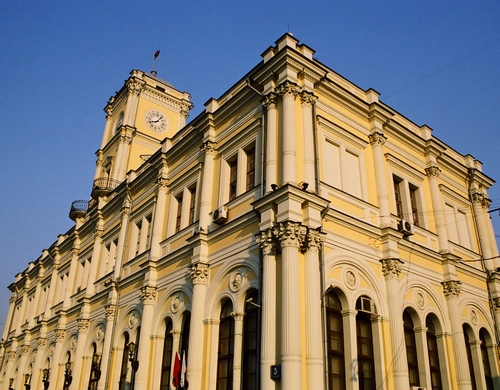
Приставные колонны и спаренные окна главного фасада Ленинградского вокзала, 2006 год

Здания конечных станций в Санкт-Петербурге и Москве возводили по единому проекту, они имеют классические фасады с равномерным членением приставными колоннами. Ряд исследователей отмечает, что строгие формы Ленинградского вокзала изначально резко контрастировали с железным дебаркадером. Искусствовед Елена Борисова указывает, что сооружение представляет своеобразное смешение форм ренессанса и древнерусских мотивов. Историк Андрей Львович Пунин подчёркивает также отсылки к петербургскому зодчеству: 
Фасады вокзала оформлены мотивами, заимствованными в архитектуре итальянского Ренессанса. Поэтажно размещенные трехчетвертные колонны и пилястры коринфского ордера, оформление проемов первого этажа двойными арками, охваченными более крупной третьей аркой, ренессансные наличники окон — все это довольно типично для неоренессансной ветви петербургской архитектуры середины XIX века.
 Связь двух городов подчёркивала также башня, венчающая центральный двухэтажный объём вокзала. Она являлась своеобразной отсылкой к зданию Городской думы в Санкт-Петербурге. Общий ритм главного фасада представлен в верхней части спаренными окнами, а в нижней — оконными проёмами с гирьками. Объём главного входа повторяет оформление рам, поэтому не нарушает целостность композиции.

## Иммерсивный аудиоспектакль
29 апреля 2022 года на вокзале был запущен иммерсивный аудиоспектакль «Ленинградский». Этот проект объединяет в себе элементы театральной постановки, квеста и экскурсии.
В ходе спектакля слушатели знакомятся с тайным хранилищем артефактов, исторической каслинской лестницей и отправляют послание в будущее. Для прослушивания необходимы смартфон и наушники. Запускается сеанс после сканирования специального QR-кода, который можно найти в залах ожидания вокзального комплекса.
Над созданием аудиоспектакля под руководством Дирекции железнодорожных вокзалов — филиала ОАО «РЖД» работала большая команда специалистов: сценаристы, режиссёры, историки, программисты, звукорежиссёры

## В кинематографе
- «Брат 2» (2000)

## Пассажирское движение
Ленинградский вокзал обслуживает станцию «Москва-Октябрьская». В начале 1990-х годов он ежегодно принимал и отправлял более 5 миллионов пассажиров дальнего следования и более 24 миллионов — пригородного. Багажное отделение обрабатывало около 590 тысяч тонн багажа. В периоды летнего увеличенного пассажиропотока вокзал ежедневно обслуживал 35 пар дальних поездов и 115 пар пригородных. По состоянию на 2015 год к перронам подходило десять путей, разделённых поровну на пригородное и дальнее направление. При этом 65 % общего количества поездов курсировало между Санкт-Петербургом и Москвой.
По словам мэра Москвы Сергея Собянина, в 2013 году общий объём перевозок составлял 650 миллионов пассажиров и наблюдалось ежегодное увеличение пригородного пассажиропотока на 10-20 %. По данным на 2016-й вокзал ежедневно обслуживал 23-25 пар составов дальнего следования, которые каждый месяц перевозили более 380 тысяч людей. По мнению начальника департамента транспорта Москвы Максима Ликсутова, к 2020 году общие объёмы перевозок возрастут до 900 миллионов.

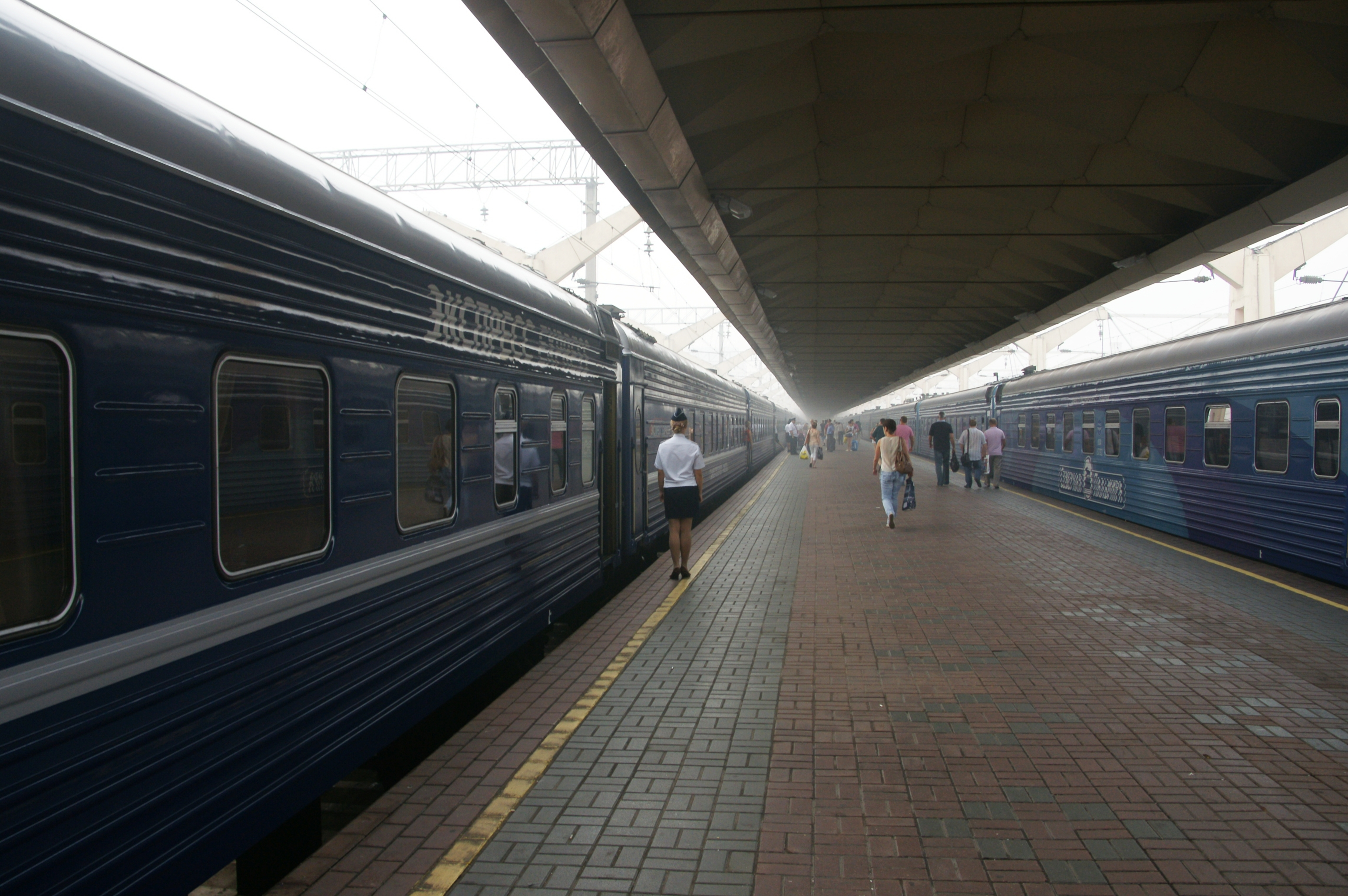
Перрон Ленинградского вокзала 2010 год.
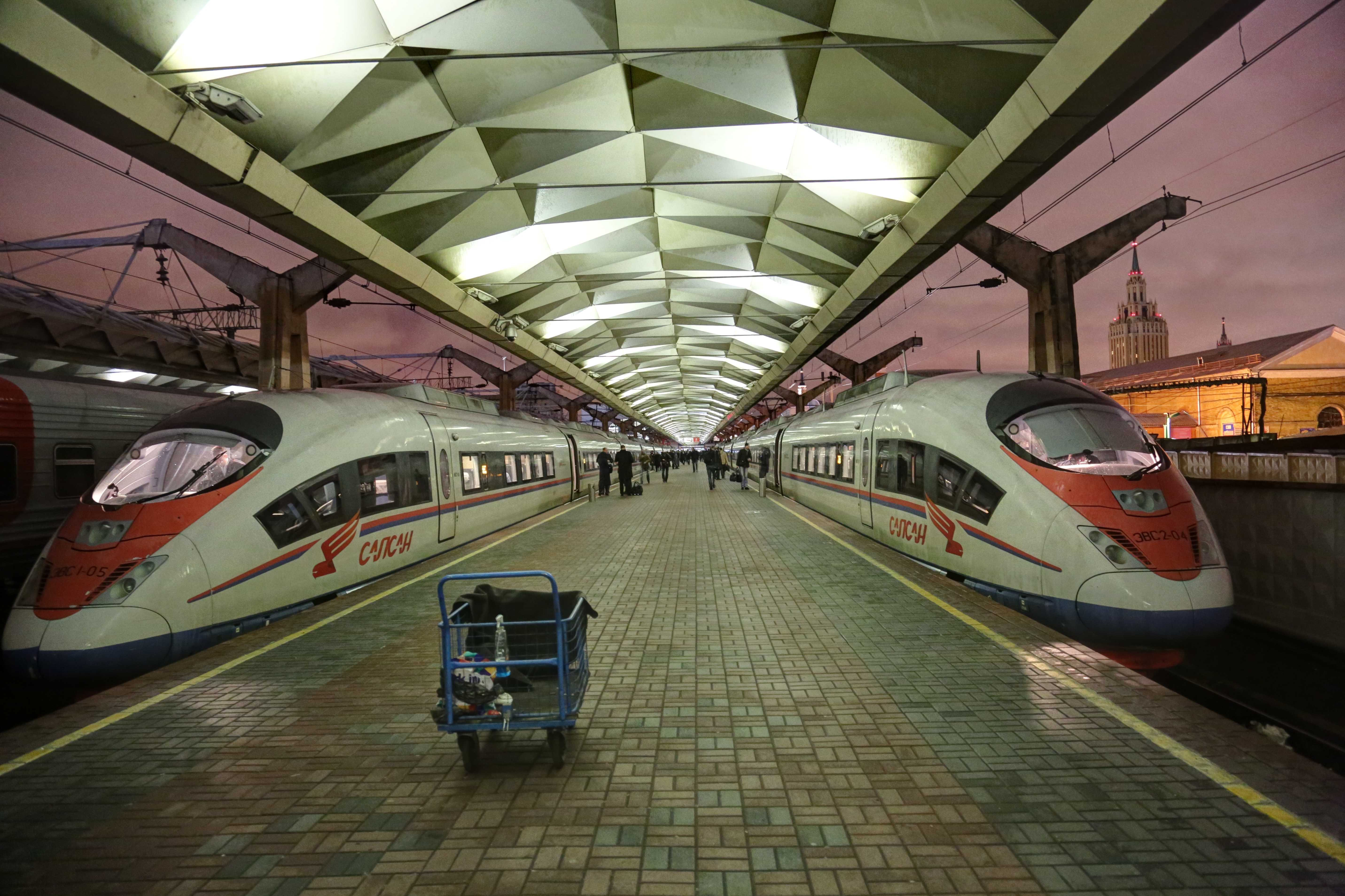
Экспресс Москва — Санкт-Петербург Сапсан на Ленинградском вокзале
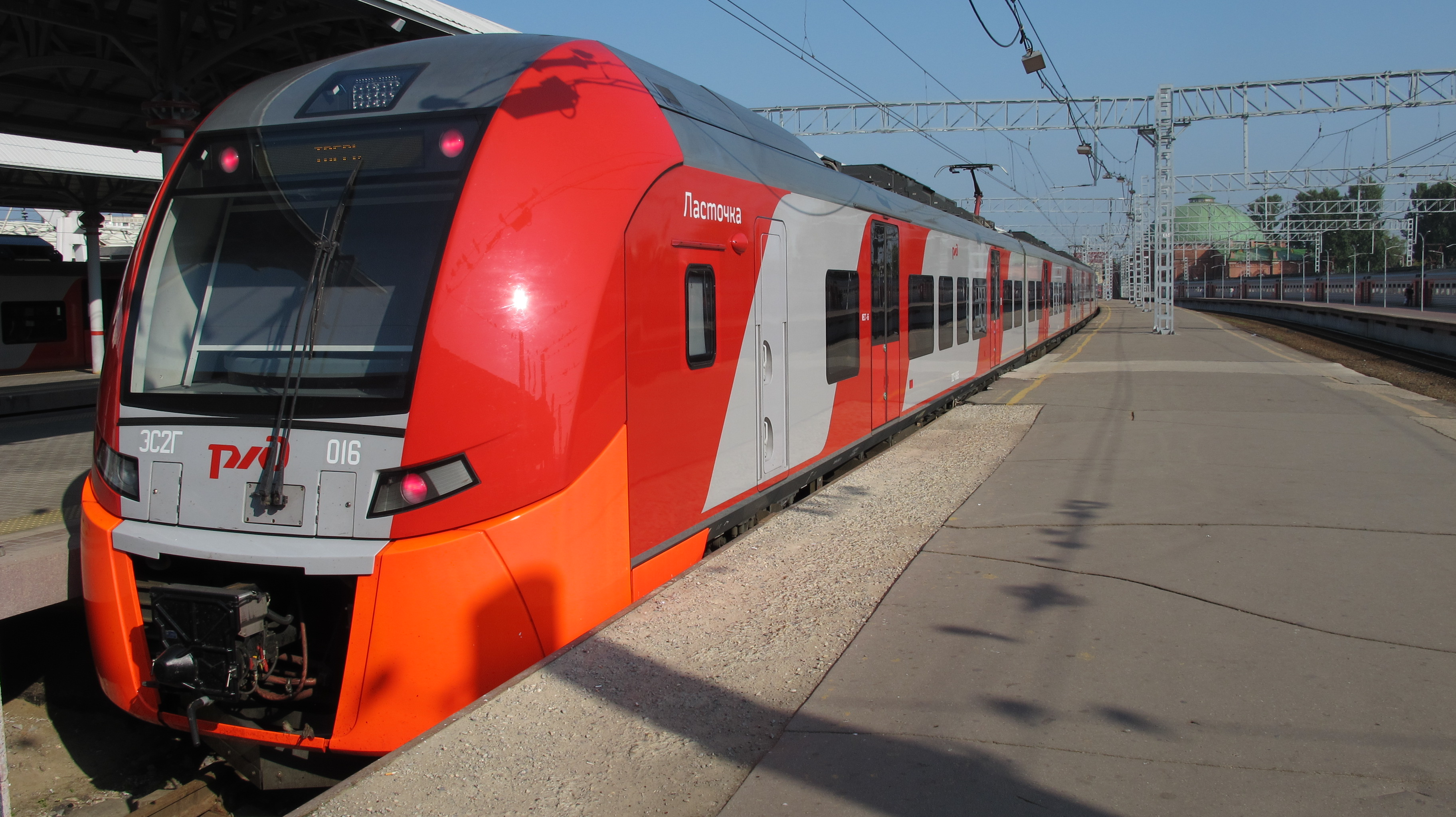
Электропоезд Ласточка ЭС2Г-016 Москва-Тверь на Ленинградском вокзале
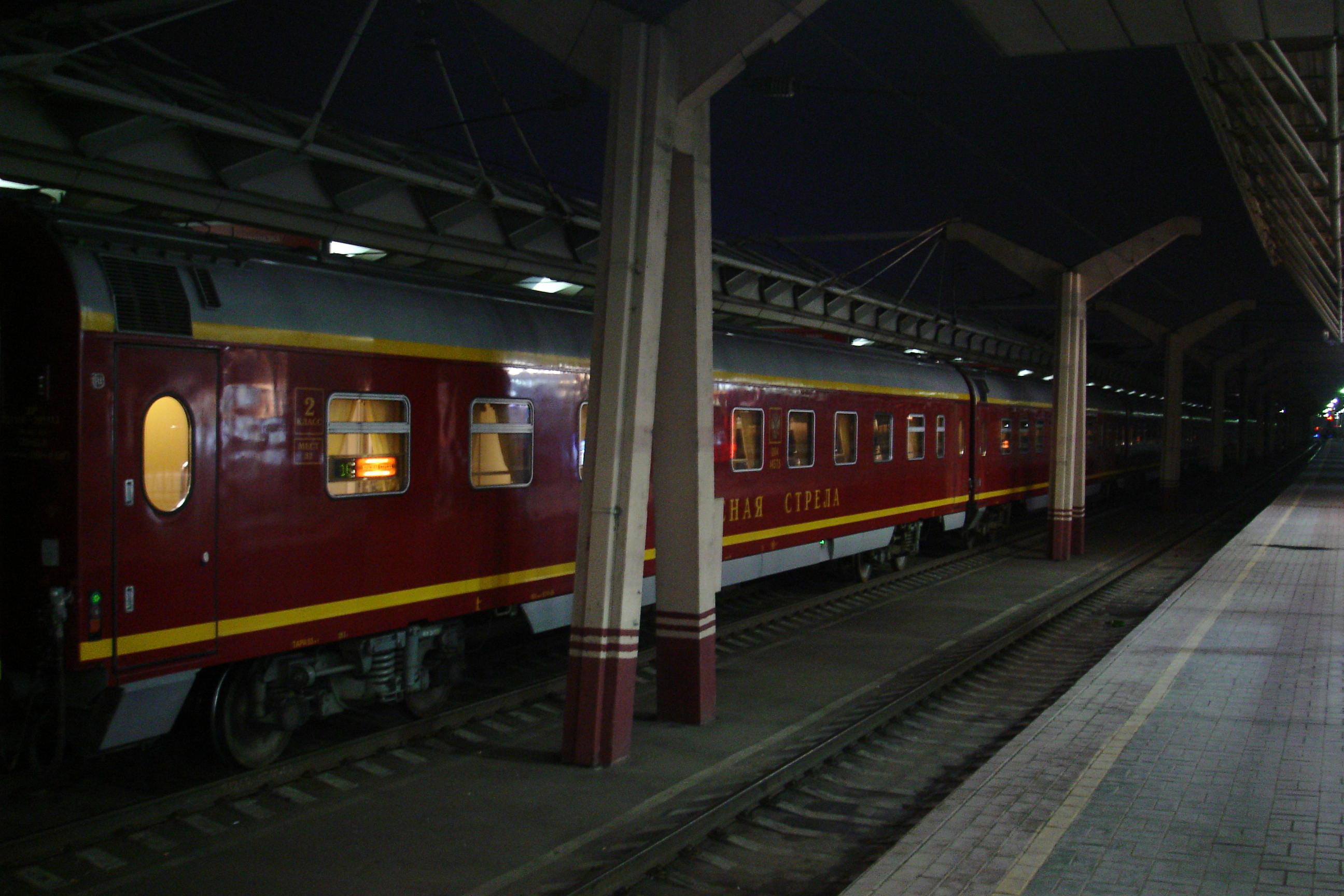
Фирменный поезд «Красная стрела» на Ленинградском вокзале Москвы

### Перевозчики и расписание
| Перевозчик                                           | Дистанция                               | Расписание            |
| ---------------------------------------------------- | --------------------------------------- | --------------------- |
| РЖД (ФПК, ДОСС)                                      | Дальнее следование                      | РЖД                   |
| Тверской экспресс                                    | Дальнее следование                      | Поезд «Мегаполис»     |
| Гранд Сервис Экспресс                                | Дальнее следование                      | Гранд Сервис Экспресс |
| Московско-Тверская пригородная пассажирская компания | Межрегиональное и пригородное сообщение | МТППК                 |

Для пригородных нескоростных поездов на участке Ленинградский вокзал — Крюково действуют тарифы линии МЦД-3 после её открытия. Ленинградский вокзал является нулевой зоной направления из Москвы в Тверь. Прямого сообщения со станциями Казанского направления МЦД-3, включая Казанский вокзал и Митьково, нет.

### Скоростное и ускоренное движение
| Дистанция                                 | Дистанция                         | Дистанция                                                              | Остановки | Расстояние   | Время в пути          | Тип поезда | Вагонов |
| ----------------------------------------- | --------------------------------- | ---------------------------------------------------------------------- | --------- | ------------ | --------------------- | ---------- | ------- |
| Москва Ленинградский вокзал Комсомольская |                                   |                                                                        |           |              |                       |            |         |
| ↔                                         | Санкт-Петербург Московский вокзал | см. расписание                                                         | 650 км    | 3 ч. 50 мин. | ЭВС2 «Сапсан»         | 10/20      |         |
| ↔                                         | Санкт-Петербург Московский вокзал | см. расписание                                                         | 650 км    | 6 ч. 42 мин. | ЭС2ГП, ЭС1 «Ласточка» | 10         |         |
| ↔                                         | Тверь                             | Сходня, Крюково, Подсолнечная, Клин, Завидово, Редкино                 | 167 км    | 1 ч. 40 мин. | ЭТ2М, ЭС2Г «Ласточка» | 5/10       |         |
| ↔                                         | Конаково ГРЭС                     | Химки, Сходня, Крюково, Подсолнечная, Клин, Путепроводная, далее везде | 141 км    | 1 ч. 46 мин. | ЭТ2М, ЭС2Г «Ласточка» | 5/10       |         |
| ↔                                         | Клин                              | Химки, Сходня, Крюково, Подсолнечная                                   | 89 км     | 0 ч. 50 мин. | ЭТ2М, ЭС2Г «Ласточка» | 5/10       |         |
| ↔                                         | Крюково                           | Химки, Сходня                                                          | 39 км     | 0 ч. 23 мин. | ЭТ2М, ЭС2Г «Ласточка» | 5/10       |         |

### Наземный общественный транспорт (Комсомольская площадь)
На этой станции можно пересесть на следующие маршруты городского пассажирского транспорта:
- Автобусы: м60, 40, 604, с633, н15
- Троллейбусы: Т
- Трамваи: 7, 13, 37, 50